# Regeringen Hans Enoksen IV
Regeringen Hans Enoksen IV var Grønlands regering fra 1. december 2005 til 1. maj 2007. Regeringen var en flertalskoalitionsregering med partierne Siumut (4 landsstyremedlemmer), Inuit Ataqatigiit (2 landsstyremedlemmer) og Atassut (2 landsstyremedlemmer). Landsstyreformand var Hans Enoksen fra Siumut.

## Regeringsdannelse
Siumut var fortsat det største parti efter landstinget i 2005 og inviterede efterfølgende Inuit Ataqatigiit (IA) og Atassut til koalitionsforhandlinger den 18. november 2005, selvom IA oprindeligt havde afvist en koalition med Siumut. Forhandlingerne endte 25. november med at der blev dannet en tre-parti-regering for første gang i Grønlands historie.

## Regeringsrokader
Den 15. november 2006 trak Asii Chemnitz Narup sig fra regeringen og blev efterfulgt af Agathe Fontain. Doris Jakobsen blev fyret samme dag. Hendes efterfølger var Tommy Marø. Desuden blev landbrugsområdet overført fra Siverth K. Heilmann til Finn Karlsen. I januar 2007 fratrådte Jørgen Wæver Johansen frivilligt. Hans efterfølger var Kim Kielsen, men han kunne først godkendes af Landstinget og tiltræde, da Landstinget trådte sammen i marts.

## Regeringens sammensætning
| Minister (Parti)                        | Ministerium                                                                                    | Periode                               |
| --------------------------------------- | ---------------------------------------------------------------------------------------------- | ------------------------------------- |
| Hans Enoksen (Siumut)                   | Landsstyreformand                                                                              |                                       |
| Agathe Fontain (Inuit Ataqatigiit)      | Sundhed og miljø                                                                               | fra 15. november 2006                 |
| Aleqa Hammond (Siumut)                  | Familie og justitsvæsen                                                                        |                                       |
| Siverth K. Heilmann (Atassut)           | Erhverv, landbrug og arbejdsmarked                                                             | til 15. november 2006                 |
| Siverth K. Heilmann (Atassut)           | Erhverv, arbejdsmarked og erhvervsuddanelser                                                   | fra 15. november 2006                 |
| Siverth K. Heilmann (Atassut)           | Erhverv, arbejdsmarked og erhvervsuddanelser, boliger, infrastruktur og råstoffer (fungerende) | fra 15. januar 2007 til 9. marts 2007 |
| Doris Jakobsen (Siumut)                 | Kultur, uddannelse, forskning og kirke                                                         | til 15. november 2006                 |
| Jørgen Wæver Johansen (Siumut)          | Boliger, infrastruktur og råstoffer                                                            | til 15. januar 2007                   |
| Finn Karlsen (Atassut)                  | Fiskeri og fangst                                                                              | til 15. november 2006                 |
| Finn Karlsen (Atassut)                  | Fiskeri, fangst og landbrug                                                                    | fra 15. november 2006                 |
| Kim Kielsen (Siumut)                    | boliger, infrastruktur og råstoffer                                                            | fra 9. marts 2007                     |
| Tommy Marø (Siumut)                     | Kultur, uddannelse, forskning og kirke                                                         | fra 15. november 2006                 |
| Josef Motzfeldt (Inuit Ataqatigiit)     | Finanser og udenrigsanliggender                                                                |                                       |
| Asii Chemnitz Narup (Inuit Ataqatigiit) | Sundhed og miljø                                                                               | til 15. november 2006                 |